# Доње Загорје
Доње Загорје је насељено место у саставу града Огулина у Карловачкој жупанији, Република Хрватска.

## Историја
До територијалне реорганизације у Хрватској налазило се у саставу старе општине Огулин.

## Становништво
На попису становништва 2011. године, Доње Загорје је имало 230 становника.

## Попис1991.
На попису становништва 1991. године, насељено место Доње Загорје је имало 279 становника, следећег националног састава:
| Попис 1991.‍ | Попис 1991.‍ | Попис 1991.‍ | Попис 1991.‍ | Попис 1991.‍ |
| ----------- | ----------- | ----------- | ----------- | ----------- |
|             |             |             |             |             |
| Хрвати      | Хрвати      |             | 279         | 100%        |
| укупно: 279 |             |             |             |             |